# Ablerus nelsoni
Ablerus nelsoni är en stekelart som beskrevs av Girault 1921. Ablerus nelsoni ingår i släktet Ablerus och familjen växtlussteklar. Inga underarter finns listade i Catalogue of Life.